# 香港大學附屬學院
香港大學附屬學院是香港大學專業進修學院之教學部門，主要提供副學位課程。學位課程由香港大學透過香港大學專業進修學院頒發。

## 歷任校長
香港大學專業進修附屬學院校長
黃玉虹（2000年－2001年 署理）
鄭建輝（2001年－2007年）
香港大學附屬學院校長
鄭建輝（2007年－2011年）
黃德明（2011年－2014年）
陳龍生（2014年－2022年）
盧兆興（2022年－現時 署理）

## 課程

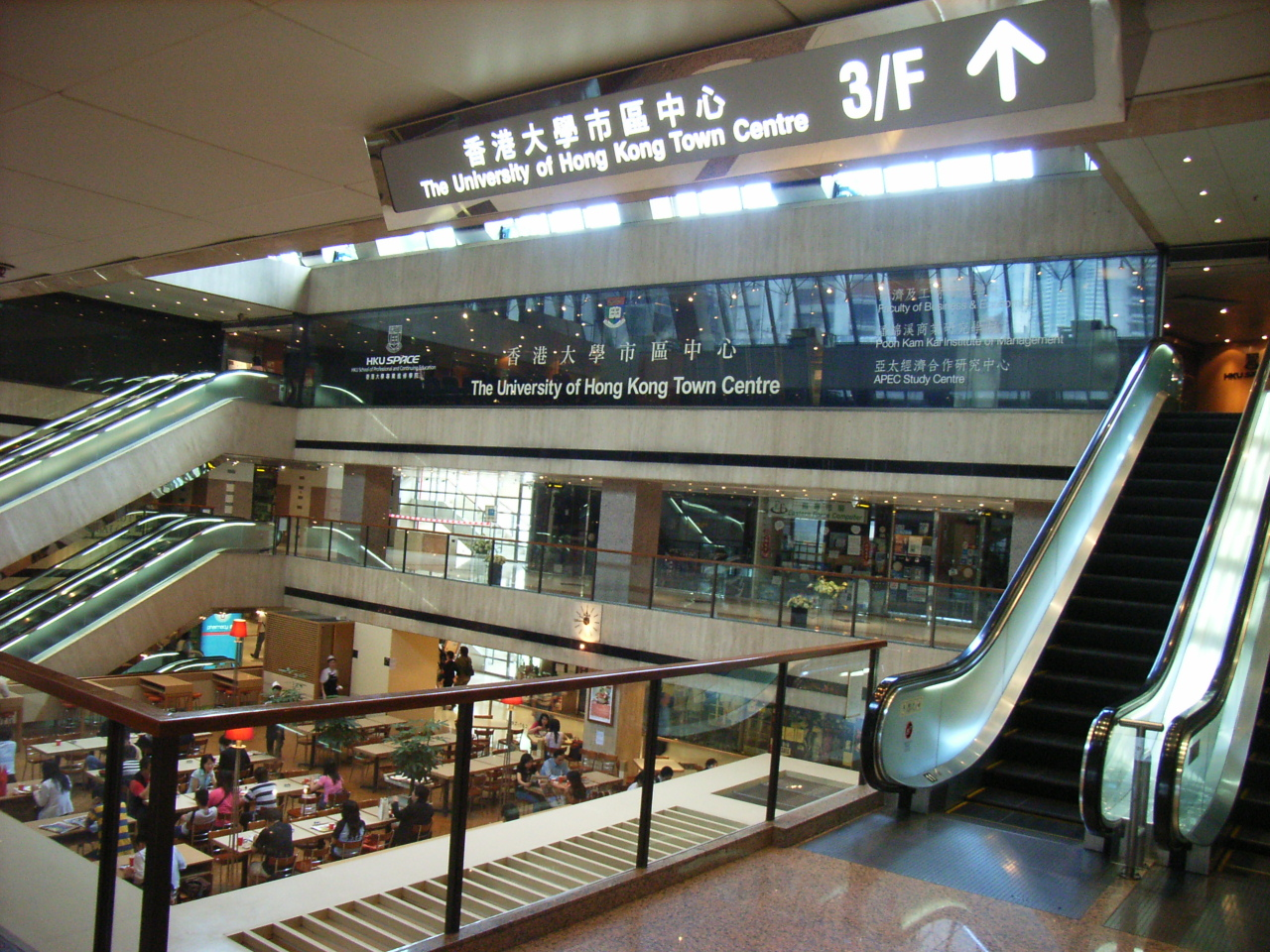
創校校舍：香港大學專業進修學院金鐘教學中心（2000年－2001年）

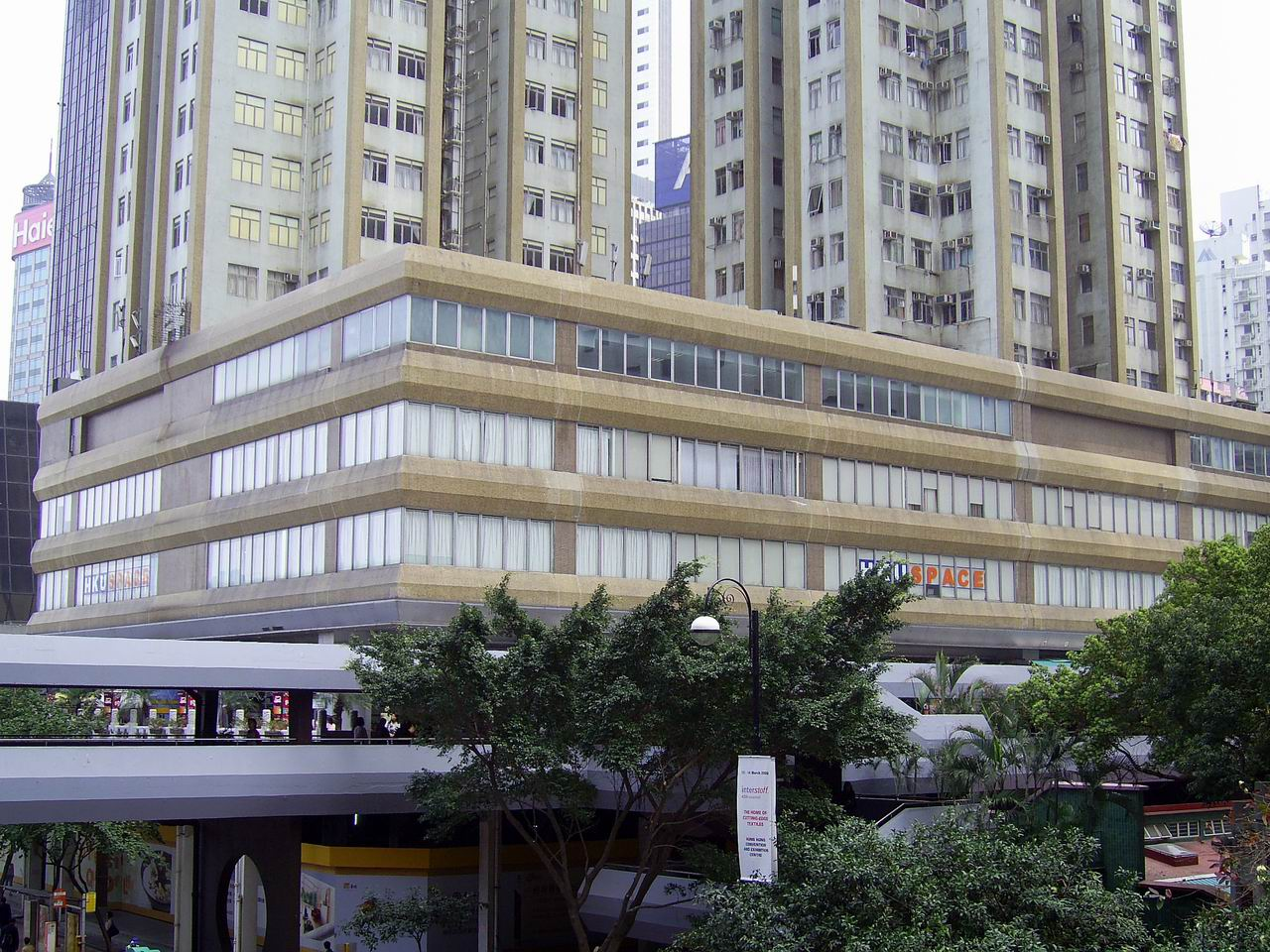
第二代主要校舍：香港大學專業進修學院前灣仔教學中心（2001年－2007年）

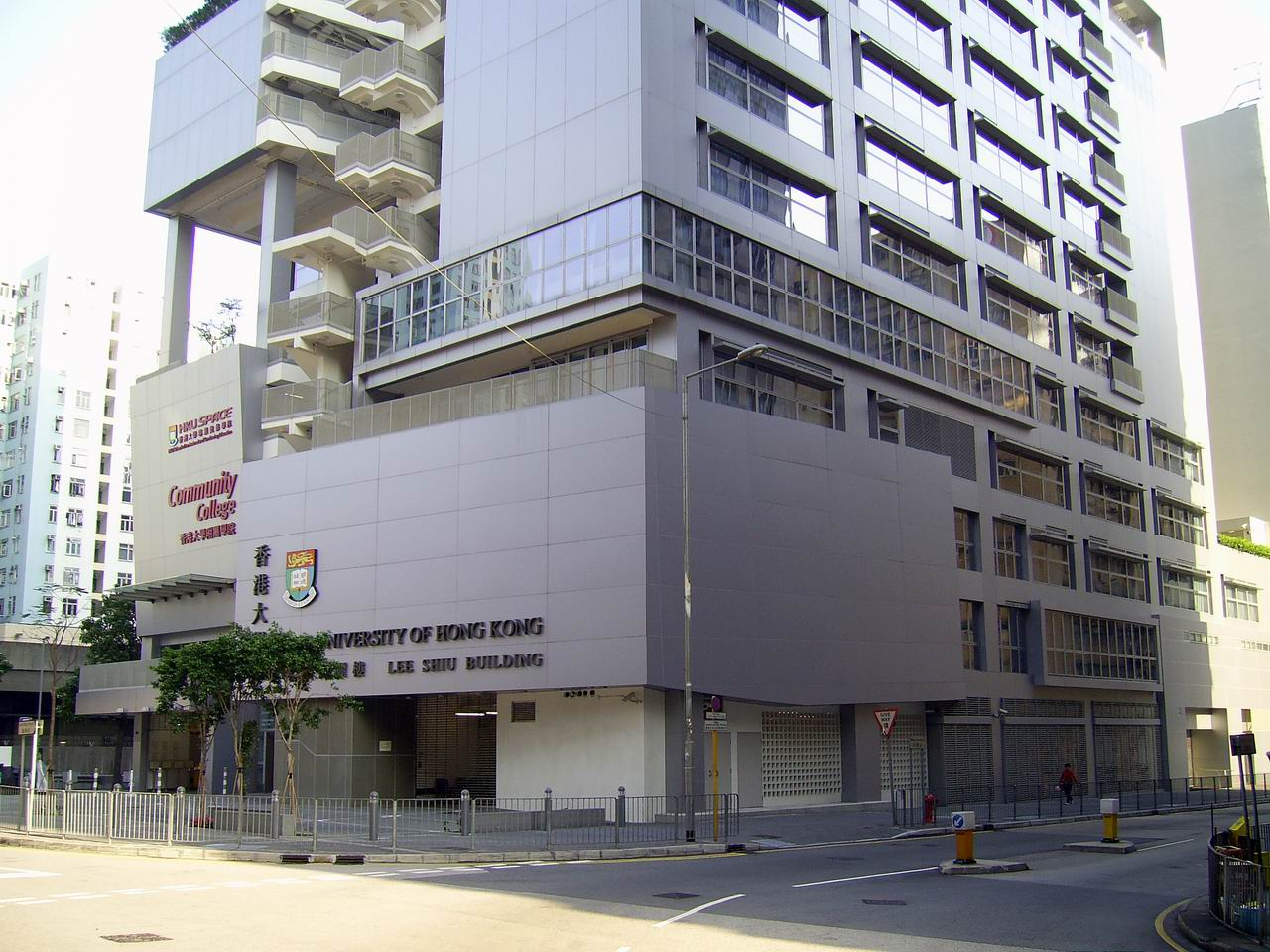
第三代主要校舍：香港大學專業進修學院九龍東分校（2007年－現時）

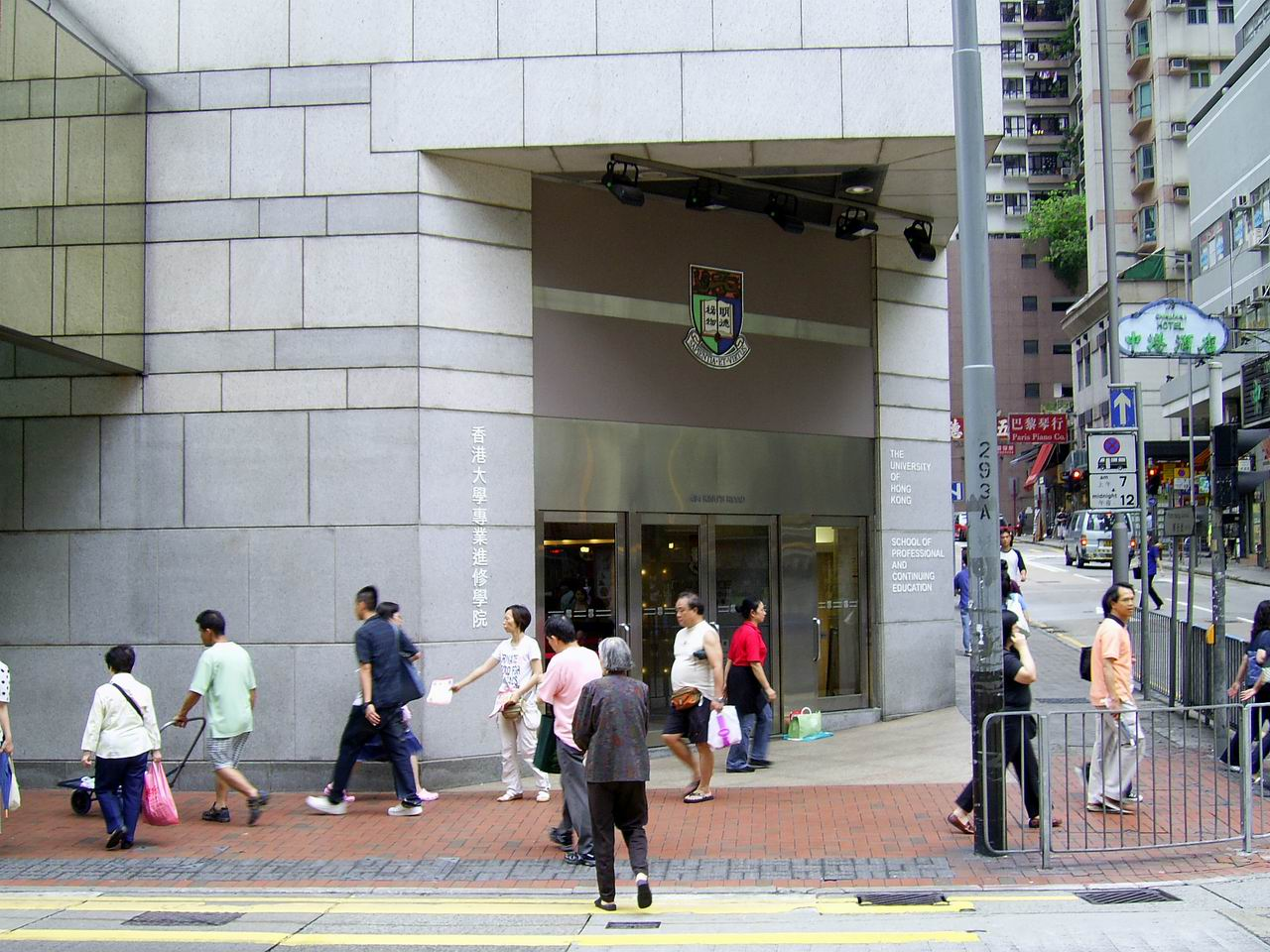
香港大學專業進修學院港島東分校

基礎專上教育文憑

### 副學士

#### 文學及人文

##### 文學副學士（語言及人文學科）
- 雙語傳意研究
- 中國語言、文學及文化
- 英文及英語文學研究
- 人文學科
- 日本語及日本文化
- 韓語及韓國文化

#### 工程及科技

##### 工程學副學士
- 計算機工程學
- 計算機科學
- 電子工程學

#### 社會科學

##### 文學副學士（媒體、文化及創意）
- 廣告及傳意
- 創意媒體及產業
- 媒體及文化研究
- 音樂

##### 社會科學副學士
- 政府及國際研究
- 心理及全人健康
- 社會福利及社會行政
- 社會學

#### 數學及科學

##### 理學副學士
- 生物科學
- 化學
- 地球與環境科學
- 物理學
- 環境管理學
- 統計學

#### 經濟及商學

##### 工商管理副學士
- 會計學
- 財務學
- 管理學
- 市場學

### 高級文憑

#### 文學及人文
- 建築學
- 中文專業傳意
- 室內設計
- 視像傳意

#### 英文
- 翻譯及傳譯

#### 工程及科技
- 數據科學
- 航空公司及機場服務
- 航空及飛行
- 航空學
- 工程學
- 電子競技
- 土力工程
- 資訊保安
- 資訊科技
- 新媒體與傳播

#### 社會科學
- 圖書館及資訊管理
- 公關及企業傳訊

#### 數學及科學
- 牙科衛生護理
- 醫護與健保行政

#### 經濟及商學
- 環球供應鏈管理
- 財務學
- 經濟學
- 市場學及廣告
- 市場學及管理

## 學院設施
學生可使用由香港大學專業進修學院及香港大學提供的設施。 部份設施使用權與香港大學學生及香港大學專業進修學院兼讀制學生不同，可用設施包括：
- 香港大學圖書館[3]
  - 學習枱
  - 單人學習房
  - 討論室及影音房間
- 香港大學體育設施[5]
  - 香港大學何鴻燊體育中心
  - 孫志新堂多功能房
  - 西島中學

以下各院校的電腦站台、圖書館、休息室、溫習室及無線網絡服務：
- 九龍東分校
- 製衣業訓練局教學中心
- 港島東分校
- 北角城教學中心
- 金鐘教學中心
- 統一教學中心
- 港島南分校

唯不同教學中心的使用設施受學院翻新及考試日程影響，部份臨時休息室或分校可能會臨時關閉，請以學院最新通知為準。部份由香港大學提供的設施必須要預先登記才能使用。注：香港大學學生同樣可以使用香港大學專業進修學院的圖書館。

## 收生情況
根據自資專上教育委員會及傳媒的資料，以下是該校全日制大專課程的實際收生人數。
| 學年    | 副學士學位 | 高級文憑 | 收生總數 | 備註 |
| ------- | ---------- | -------- | -------- | ---- |
| 2012/13 | 2,857      | 2,514    | 5,371    |      |
| 2013/14 | 1,395      | 1,172    | 2,567    |      |
| 2014/15 | 1,762      | 1,149    | 2,911    |      |
| 2015/16 | 1,715      | 1,004    | 2,719    |      |
| 2016/17 | 1,777      | 908      | 2,685    |      |
| 2017/18 | 1,518      | 746      | 2,264    |      |
| 2018/19 | 2,547      | 893      | 3,440    |      |
| 2019/20 | 2,521      | 896      | 3,417    |      |
| 2020/21 | 2,552      | 719      | 3,271    |      |
| 2021/22 | 2,780      | 704      | 3,484    |      |

## 重大事件
香港大學專業進修學院認為香港政府計劃於2022年底向立法會提交針對第320章（專上學院條例）的修改將會對附屬學院的營運造成影響，他們相信學院在未來二至三年將忙於應對因應該條例的修改所帶來的改變。並且表示，學院正在與香港大學加緊討論找出改革的最佳方案。

## 知名校友
- 陳穎欣：香港女歌手、組合Super Girls成員
- 何天兒: 香港女演員
- HANA菊梓喬：香港著名女歌手
- 朱晉傑：蘋果日報主播
- Gary Chan：香港特技化妝師
- 招偉亮：香港樂團 NastyDudes 成員
- 霍朗齊：香港音樂創作人
- 林洛綾：香港排舞師
- 劉美詩：前康泰旅行社高級副總經理
- 黃浩乾
- 羅乃萱

## 外部連結
- 官方网站